# Banco Nacional Ultramarino
O Banco Nacional Ultramarino MHI (BNU) foi um banco português. Foi fundado em 1864 por António José de Seixas e Francisco de Oliveira Chamiço em resposta à necessidade de uma instituição de crédito que estabelecesse a ligação entre a metrópole e as colónias ultramarinas portuguesas. Durante o período de atividade, foi o banco emissor de moeda nas antigas colónias, tendo também exercido funções de banco de fomento e banco comercial em Portugal e nos países onde operava. Com a independência das colónias após a Revolução de 25 de abril de 1974, o banco foi nacionalizado e o ativo e o passivo das suas dependências coloniais foi transferido para os bancos nacionais desses países. Em 1988 passou a ter como acionista maioritário a Caixa Geral de Depósitos, na qual foi fundido em 2001.

## História

### Antecedentes
O comércio realizado na época dos Descobrimentos está intimamente relacionado com a troca directa entre os produtos levados pelos marinheiros e as mercadorias adquiridas em troca, e que faziam falta em Portugal. O mesmo terá acontecido com outros países da Europa, tais como a Inglaterra, a Alemanha e a Holanda que desenvolveram comércio na costa ocidental da África. 
A troca directa entre mercadorias não foi a única prática ao nível do comércio colonial, na verdade ao longo dos tempos, o uso de vários tipos de moeda foi uma prática muito corrente. 
Ainda assim, não foi fácil precisar o processo de evolução das moedas utilizadas nestas trocas, pelo menos até à data da institucionalização dos primeiros estabelecimentos bancários na Guiné.
Inicialmente, a cunhagem que se fazia de moeda em ouro ou noutros metais nobres, nada tinha a ver com as emissões de moeda verificadas a partir da altura em que começaram a aparecer os Bancos emissores. Em Portugal o aparecimento de bancos emissores de moeda foi um fenómeno relativamente recente. Já na Guiné a abertura daquele que viria a ser o primeiro Banco instalado - o Banco Nacional Ultramarino, foi ainda mais tardia. 
As várias transformações do papel-moeda (notas) em Portugal leva-nos à conclusão de que a circulação da moeda na Guiné, estará ligada à abertura da agência do BNU, nesta ex-colónia portuguesa.
Em 1808, foi criado o primeiro banco português – o  Banco do Brasil -   no Rio de Janeiro, não tendo sido fácil a subscrição do seu capital de 1.200 contos. Em 1816, João Fletcher apresentou um projecto para a criação do primeiro Banco Público em Lisboa. 
A 29 de Dezembro de 1821, reuniram-se as Cortes do Reino, para debater o problema da dívida pública e do papel-moeda, sendo aprovado em decreto, a necessidade urgente de implementação do Banco de Lisboa. Por sua vez, a Carta de Lei de 31 de Dezembro manda pôr em execução o decreto das Cortes. O novo banco “poderá emitir notas pagáveis ao portador em metal ou letras à ordem...”, o qual começou a funcionar em 21 de Agosto de 1822, sendo emitidas as primeiras notas por esta altura. 
Em 1834, o papel-moeda foi extinto, ficando o Banco de Lisboa responsável pela sua amortização. No ano seguinte, alguns títulos do Tesouro Público foram utilizados, como moeda de troca, para a obtenção de bens nacionais. Neste contexto surgem em 1837, Bilhetes de Tesouro que foram recebidos nas Repartições Fiscais como dinheiro contado.
Entre 1838 e 1844 foram criadas, como concurso do Banco de Lisboa, várias companhias financeiras, tais como, Confiança, Crédito Nacional, União, Auxiliar e Confiança Nacional, cujo objectivo era conceder empréstimos ao Governo. Estas companhias emitiam títulos (pagáveis à vista e ao portador) designados por «notas promissórias» ou «bilhetes» sendo muito parecidas às notas emitidas pelo Banco de Lisboa.
Com a crise económica generalizada, os efeitos negativos fizeram-se sentir tanto no Banco de Lisboa, como em todas as companhias anteriormente criadas. De forma a dar a volta à situação, o Governo decretou a suspensão dos seus pagamentos (notas do Banco de Lisboa e promissórias da Companhia Confiança Nacional), por tempo indeterminado. Surge então, uma outra ideia – fundir ambas as instituições. Assim, no dia 4 de Novembro de 1846, o Governo enviou por escrito toda a reforma a aplicar, ao Banco e no dia 19 de Novembro foi assinado o decreto-lei que aprovava esta decisão. O novo banco criado passa a chamar-se Banco de Portugal e integra o ativo e o passivo das duas instituições que lhe presidiram. A 2 de Dezembro do mesmo ano, o Banco de Portugal abre as portas, iniciando as suas atividades.
A Carta de Lei de 16 de Abril de 1850 considerava injustificado o monopólio de emissão de notas para o Continente, detido unicamente pelo Banco, retirando-lhe por isso alguns dos seus poderes. Ou seja, o Banco de Portugal ficou restringido à emissão de notas para o Distrito de Lisboa, decisão que possibilitaria a criação de novas instituições emissoras de notas, em todo o Continente e Ilhas.  
Esta lei aprovada a 16 de Abril de 1850 permitiu a criação dos seguintes Bancos: 
- Banco Mercantil Portuense, em 1856; 
- Banco União e Nova Companhia Utilidade Pública, em 1861; 
- Banco Aliança, em 1863; 
- Banco do Minho, em 1864;
- Banco Comercial de Braga e o Banco de Guimarães, em 1873. 
A lei de 23 de Maio de 1859 reestruturou o sistema de emissão do Banco de Portugal, levando à saída das suas notas de circulação, que acabaram por ser trocadas por « Inscrições».  

### Fundação

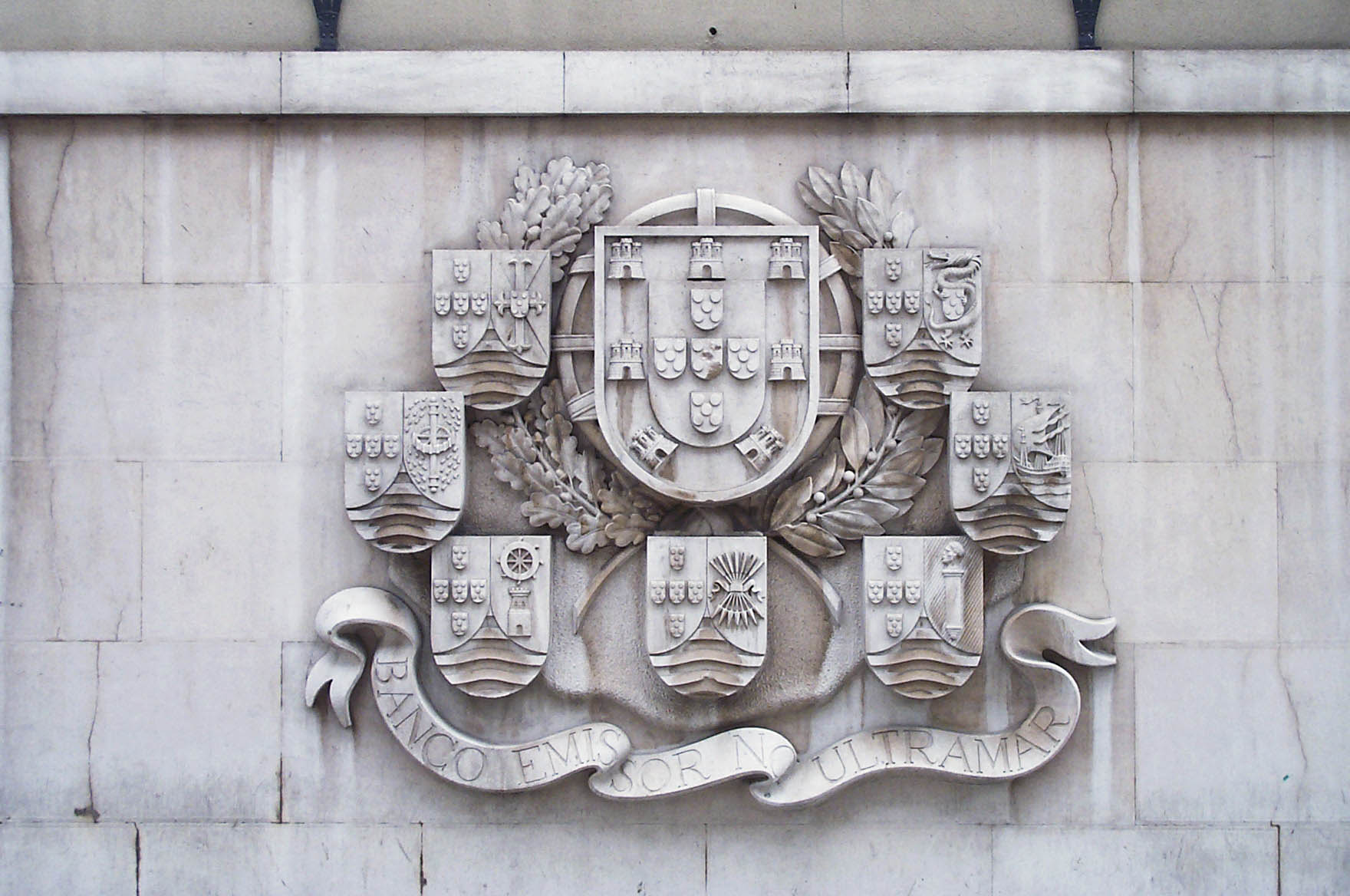
Fachada do Banco Nacional Ultramarino em Lisboa: Armas de Portugal e das províncias ultramarinas para as quais o BNU era responsável pela cunhagem da moeda.

O Banco Nacional Ultramarino foi um dos primeiros bancos fundados em Portugal, fundado por Francisco de Oliveira Chamiço em 1864, através de recursos financeiros privados. Surgido num período de grande expansão do setor bancário, este Banco tinha como objetivo agilizar as trocas comerciais entre Portugal e as várias colónias Ultramarinas. Uma das suas filiais com maior destaque a nível histórico foi a de Bolama, antiga capital da Guiné. 
Atingiu o seu auge na mesma época que completou 100 anos de existência. Após a saída do decreto-lei, que obrigava à sua nacionalização o BNU findou a maior parte das suas funções. Actualmente faz parte do grupo Caixa Geral de depósitos.
A Carta Régia de 16 de Maio de 1864 foi assinada, pelo rei D. Luís e referendada por Mendes Leal, Ministro da Marinha e do Ultramar, e ainda por João Crisóstomo de Abreu e Sousa, Ministro das Obras Públicas, Comércio e Indústria dando origem assim ao Banco Nacional Ultramarino (BNU). 
Enquanto os bancos emissores em Portugal se concentravam em emitir notas para território nacional, o BNU focou-se sobretudo na emissão de notas para as colónias portuguesas nos continentes da África e da Ásia. Esta função fora desempenhada em conjunto com as Juntas da Fazenda.
“Realmente, a instituição de um banco privado emissor para todo o Ultramar, que ao mesmo  tempo podia praticar na Metrópole todas as operações permitidas por lei a que se não opusesse o privilégio do Banco de Portugal, é uma concepção verdadeiramente original”

### Atividade

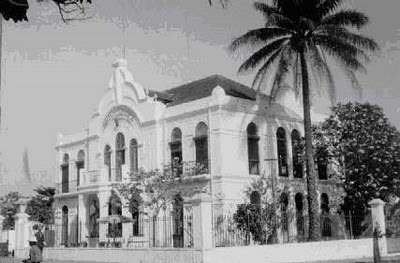
Antiga Sede do Banco Nacional Ultramarino em Bolama, na Guiné

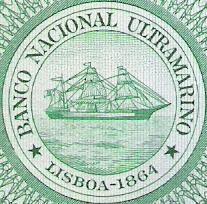
Escudo do BNU

Por detrás da criação deste banco, estava a preocupação de Portugal afirmar a sua soberania, sobre as colónias ultramarinas que, começavam já a ser cobiçadas por outros países europeus, dada a sua forte contribuição para o balanço económico entre os povos europeus e ultramarinos.  
Por volta de 1865, o BNU iniciou a sua emissão de notas em África, tendo sido criada a primeira dependência (provavelmente a mais antiga de todas as colónias) na cidade da Praia (Cabo Verde), despoletando a actividade comercial local. 
Ainda em 1865 foi fundada sucursal em Luanda, seguindo-se S. Tomé, Moçâmedes, Benguela, Goa, Mindelo (Cabo Verde), Quelimane, Ilha de Moçambique (a primeira em toda a África Oriental),Lourenço Marques e ainda a de Bolama em 1902. 
Numa primeira fase (1868) o Banco Nacional Ultramarino emitia uma nota diferente para cada colónia, mais tarde em 1909, de modo a uniformizar a “moeda de troca” passaram a emitir-se notas comuns para todas as colónias de África. Este processo ficou conhecido por Emissão Vasco da Gama. Foram emitidas notas no valor de 1.000, 2.500, 5.000, 10.000, 20.000 e 50.000 réis.
A 5 de Outubro de 1910, dá-se a queda da monarquia em Portugal levando à substituição da moeda em vigor. O real dá lugar ao Escudo, a 22 de Maio do ano seguinte, lei aprovada pelo Governo Provisório que se formou na altura. Esta mudança em Portugal levou as colónias a adotar também a nova moeda, exceptuando as colónias do Oriente. Toda esta mudança no sistema monetário das colónias portuguesas só foi possível graças ao papel do BNU, ao nível da distribuição do escudo e recolha da moeda antiga (Reis). 
A 28 de Outubro de 1911, saiu um decreto-lei, no qual o escudo era definido como a unidade monetária das colónias portuguesas.
Em 18 de Setembro de 1913 foi publicado o decreto onde vigorava que “a partir de 1 de Janeiro de 1914 a contabilidade pública nas colónias portuguesas de Cabo Verde, Guiné, São Tomé e Príncipe, Angola e Moçambique será feita conforme o sistema monetário estabelecido pelo decreto com força de lei de 22 de Maio de 1911”.
Em 1915, a Agência do BNU em Bolama solicitou à sucursal sediada em Lisboa a necessidade de atribuir diferentes cores a notas de diferentes valores, isto para facilitar o manuseamento destas, por parte dos menos alfabetizados. 
A carta, na qual se efectua este pedido, pode ser vista na íntegra:
No intuito de desenvolver nesta província a circulação das nossas notas, e muito principalmente para vencer o receio do gentio em receber papel em pagamentos de trabalho e compra de produtos, temos conseguido que as repartições públicas e grande parte do Comércio na cidade, façam os pagamentos ao gentio com notas e que indiquem logo o Banco para as irem trocar no caso de quererem e eles o não possam fazer.
Nesta Agência, quer o expediente esteja fechado quer não, trocam-se sempre as notas ao gentio e explica-se-lhe sempre o valor de cada nota. Assim temos conseguido vencer em muito o receio do preto em receber o n/papel, mas muito mais teríamos conseguido se as notas fossem de cores diferentes,  isto é, inconfundíveis, porque o gentio, não sabendo ler, conheceria pelas cores o valor delas e perderia o receio de ser enganado pelos particulares, o que facilitaria em muito o fim que temos em vista. Nestas condições, lembramos a V. Exªs. a grande conveniência que haveria para on/Banco de, na próxima emissão os naipes de notas serem de cores o mais diferentes possível, porque assim ficaria resolvida a maior dificuldade do desenvolvimento da circulação no meio gentílico, que é muito importante.
Apesar de todos estes progressos, só em 1933 é que começaria a circular na Guiné a primeira linha de moedas metálicas e em 1928 a emissão de notas no valor de 10 e 100 escudos da primeira «Emissão Teixeira Pinto». A 20 de Novembro de 1958, o BNU fez uma emissão de notas de 500 escudos, novamente com a efígie de Teixeira Pinto que se notabilizou como militar nas campanhas de pacificação. A imagem figurativa nestas notas alterou-se muitas vezes, destacando diversas personalidades ao longo do tempo.

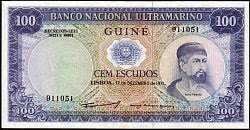
Exemplos de notas (em escudos) emitidas pelo Banco Nacional Ultramarino.

Entre 30 de Abril de 1964 e 1972 - notas de 1.000$00, com a efígie de Honório Barreto. A 17 de Dezembro de 1971, foi feita uma nova emissão notas de 50$00 com a efígie de Nuno Tristão.
Durante as celebrações do centenário do BNU em 1964, a Câmara Municipal de Bissau (actual capital), distinguiu solenemente este Banco, atribuindo o seu nome a uma rua situada entre o Palácio do Governo e um bairro criado graças à sua actividade.

### Nacionalização

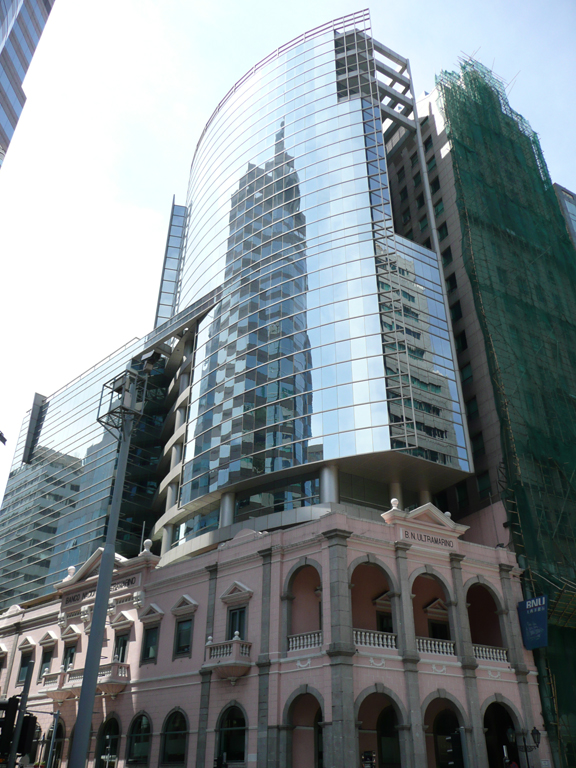
Actual sede do BNU em Macau.

A publicação de um decreto-lei (N.º 451), em 1974 ditou a nacionalização da entidade, determinando o fim da actividade do banco nas ex-colónias, que agora eram independentes, por falta de interessados em tomar posse da rede de filiais do BNU a nível internacional.
Com a independência da Guiné-Bissau em Março de 1980, o BNU cessou as suas funções e para preencher esta lacuna foi criado O Banco Nacional da Guiné-Bissau. Foi também definida uma nova moeda - peso guineano. Esta moeda viria a demonstrar-se instável, consequência da dívida externa do país, o que levaria à sua substituição pelo franco CFA, em 2 de Maio de 1997, data coincidente com a entrada da Guiné para União Económica e Monetária da África Ocidental (UEMOA)3. Apesar desta moeda se manter até aos dias de hoje, outros bancos surgiram no sistema económico guineense. 
No panorama interno, o BNU não se extinguiu de imediato, mas acabou por assumir um papel secundário em comparação com o que já havia sido no tempo em que detinha mais 180 agências de Norte a Sul e nas ilhas. A sentença final ocorreu em Julho de 1988, ano em que a entidade se torna exclusiva do Governo, após a passagem desta a sociedade anónima, adquirida através da Caixa Geral de Depósitos (CGD), à qual se agregou na totalidade no início da década de 90.

## Cronologia
- 1864 - O Banco Nacional Ultramarino (BNU) é criado em Lisboa, Portugal, por iniciativa do Ministro da Marinha e Ultramar José da Silva Mendes Leal. Tinha o papel de servir de banco emissor para os territórios ultramarinos portugueses.
- 1865 - O BNU abre dependências em Luanda (Angola) e na Praia (Cabo Verde).
- 1868 - O BNU abre dependências em São Tomé e Príncipe, Goa (Margão) e Moçambique.
- 1901 - O BNU perde o monopólio bancário, mas mantém o monopólio de emissão de notas nos territórios em que opera.
- 1902 - O BNU abre dependências em Macau e Bolama (Guiné Portuguesa, hoje Guiné-Bissau).
- 1912 - O BNU abre uma dependência em Díli (Timor Português, hoje Timor-Leste) e outra no Brasil.
- 1919 - O BNU cria uma representação em Kinshasa e abre uma dependência em Paris.
- 1920 - O BNU cria uma representação em Bombaim.
- 1926 - O BNU perde o monopólio emissor em Angola com a criação do Banco de Angola.
- 1929 - O BNU estabelece uma subsidiária em Londres, o Anglo-Portuguese Colonial and Overseas Bank, e converte a sua dependência de Paris numa subsidiária, o Banque Franco-Portugaise d’Outre-Mer.
- 1952 - O BNU fecha as suas dependências na Índia.
- 1964 - A 23 de Maio o BNU é agraciado com o grau de Membro-Honorário da Ordem do Império.[2]
- 1965 - A General Mining e três bancos portugueses, incluindo o BNU, juntam-se para criar o Bank of Lisbon and South Africa. Esta instituição é hoje o Mercantile Lisbon Bank.
- anos 70 - O BNU compra uma parte das acções do Banque Interatlantique, um banco no Luxemburgo.
- anos 70 - O BNU estabelece uma representação em Londres.
- 1974 - O governo português nacionaliza o BNU.
- 1975 - Moçambique nacionaliza o BNU e muda-lhe o nome para Banco de Moçambique.
- 1988 - A Caixa Geral de Depósitos torna-se o principal accionista da Banco Nacional Ultramarino S.A. A República Portuguesa é o único outro accionista.
- 1991 - O BNU abre uma dependência em Londres.
- 1993 - O BNU abre uma dependência em Zhuhai, uma Região Económica Especial da China.
- 1993 - A Caixa Geral de Depósitos torna-se accionista principal do Banque Franco-Portugaise d’Outre-Mer.
- 1995 - O governo chinês confirma que o BNU permanecerá como emissor de notas pelo menos até 2010.
- 1999 - O BNU abre representações em Bombaim e Pangim, e uma dependência em Díli, Timor-Leste.
- 2000 - O BNU assina um acordo com a Administração da Região Administrativa Especial de Macau (RAEM) da República Popular da China, pelo qual o banco se mantém como Agente do Tesouro.
- 2001 - O BNU e a Caixa Geral de Depósitos (CGD) fundem-se através da incorporação do Banco Nacional Ultramarino na CGD. Com efeito desde 1 de Julho de 2001, a dependência de Macau do Banco Nacional Ultramarino transforma-se num banco incorporado na RAEM, sob o nome de Banco Nacional Ultramarino S.A., mas na condição de subsidiário da Caixa Geral de Depósitos e cujo capital social pertence na sua totalidade à CGD. O Banco Nacional Ultramarino S.A. mantém as suas funções de emissão de moeda e de Agente do Tesouro.
- 2002 - A Caixa Geral de Depósitos adquire a maioria do Mercantile Lisbon Bank na África do Sul.